# Нейкьовець
Не́йкьовець (болг. Нейкьовец) — село в Софійській області Болгарії. Входить до складу общини Іхтіман.

## Населення
За даними перепису населення 2011 року у селі проживали 27 осіб, з них 26 осіб (96,3%) — болгари.
Розподіл населення за віком у 2011 році:
Динаміка населення: